# Philip Andersson
Philip Andreas Daniel Andersson, född 12 maj 1992, är en svensk fotbollsspelare som spelar för Ariana FC. Han har tidigare spelat för Landskrona BoIS.
Andersson har spelat sjätte flest matcher för Landskrona BoIS genom tiderna. Han ingick i ett låneavtal med Kristianstad 2011 och spelade den säsongen för två klubbar samtidigt, men hade utöver det enbart representerat Landskrona BoIS fram till 2025 då han blev klar för spel i Ariana FC.

## Biografi
Andersson fostrades i Teckomatorps SK och spelar sedan säsongen 2007 i Landskrona BoIS, där han debuterade i A-laget år 2008. 2011 lånades Andersson ut till Kristianstads FF i ett låneavtal som gjorde att han kunde spela för två klubbar samtidigt. Det är den enda klubben vars A-lag han representerat utöver BoIS. Inför säsongen 2012 spelade han till sig en ordinarie plats i mittförsvaret. Han fick även debutera i det svenska U21-landslaget.
I november 2016 förlängde Andersson sitt kontrakt med Landskrona BoIS över säsongen 2017, med option på ytterligare ett år till. I december 2019 förlängde han sitt kontrakt med två år. I december 2020 förlängde Andersson sitt kontrakt med två år. I november 2022 förlängde han sitt kontrakt med ett år och likaså gjorde Andersson i november 2023. Efter säsongen 2024 lämnade han Landskrona BoIS efter 17 år i klubben.
I januari 2025 blev Andersson klar för spel i Ariana FC.

## Statistik
| Klubb                  | Säsong | Matcher | Mål |
| ---------------------- | ------ | ------- | --- |
| Landskrona BoIS        | 2008   | 1       | 0   |
| Landskrona BoIS        | 2009   | 4       | 0   |
| Landskrona BoIS        | 2010   | 4       | 0   |
| Landskrona BoIS        | 2011   | 7       | 0   |
| Landskrona BoIS        | 2012   | 27      | 2   |
| Landskrona BoIS        | 2013   | 22      | 0   |
| Landskrona BoIS        | 2014   | 24      | 0   |
| Landskrona BoIS        | 2015   | 18      | 0   |
| Landskrona BoIS        | 2016   | 23      | 0   |
| Landskrona BoIS        | 2017   | 26      | 1   |
| Landskrona BoIS        | 2018   | 25      | 0   |
| Landskrona BoIS        | 2019   | 24      | 1   |
| Landskrona BoIS        | 2020   | 20      | 0   |
| Landskrona BoIS        | 2021   | 16      | 0   |
| Landskrona BoIS        | 2022   | 26      | 0   |
| Landskrona BoIS        | 2023   | 7       | 0   |
| Totalt                 | Totalt | 274     | 4   |
| Kristianstads FF (lån) | 2011   | 20      | 1   |
| Totalt                 | Totalt | 20      | 1   |